# Slag om de Wittewolvenberg
De Slag om de Wittewolvenberg in 207 was een van de vele gevechten in de teleurgang van de Oostelijke Han-dynastie. Het betekende het einde van het rijk van Yuan Shao (zie kaart).

## Achtergrond
Kort na de Slag bij Guandu stierf Yuan Shao (202) en brak er een troonstrijd uit tussen zijn zoons. Krijgsheer Cao Cao profiteerde van de situatie om zijn gebied uit te breiden. Yuan Shang en zijn broer Yuan Xi vroegen om hulp aan de Wuhuan (noorden). Een confrontatie was in de maak.

## Slag
Augustus, begin september is de periode van de moesson, de vooruitgang van beide legers verliep moeizaam. Strateeg Guo Jia stelde aan Cao Cao voor om de logistiek achter te laten om zo sneller door de moerassige wegen en bergpassen te vorderen. In de vallei van de rivier de Daling werd het leger van de Wuhuan onder leiding van Tadun verrast. De Wuhuan waren niet voorbereid op de strijd. Cao Cao beklom een heuvel om vijandelijke formaties te observeren. Hij zag dat de Wuhuan in verwarring waren en zei onmiddellijk tegen zijn soldaten dat ze van deze zwakte moesten profiteren. Met generaal Zhang Liao die het offensief leidde, joeg de lichte strijdmacht de Wuhuancavalerie op de vlucht en veroverde de brigade van Tadun. Het duurde niet lang of Tadun en veel van zijn mannen waren gedood, de strijd was voorbij. Meer dan 200.000 Chinese soldaten en het leger van de Wuhuan gaven zich over aan Cao Cao.

## Vervolg
Krijgsheer Tadun sneuvelde in de strijd. De twee broers Yuan Shang en Yuan Xi vluchtten naar Gongsun Du (zie kaart). De heerser van Gongsun Du, Gongsun Kang wilde geen problemen met Cao Cao en stuurde de twee hoofden van de broers naar hem op. Zo kwam er einde aan het rijk van Yuan Shao, ook de strijdkracht van de Wuhuan was gebroken. Van Keizer Xian kreeg Cao Cao de titel keizerlijke kanselier.